# 亚历山大·格雷厄姆
亚历山大·格雷厄姆（英語：Alexander Graham，1995年4月28日—）生于昆士兰州奥肯弗劳尔，是一名澳大利亚男子游泳运动员，主攻自由泳项目，曾就读于邦德大学。他参加的首个国际主要赛事是2013年世界游泳锦标赛，在该届比赛中他仅参加接力项目。2018年4月，他在黄金海岸进行的英联邦运动会上获得男子4×200米自由泳接力金牌，这是他的首个国际主要赛事金牌。2019年7月，他在韩国光州进行的世界游泳锦标赛上获得4×200米自由泳接力金牌，首次取得世界冠军。